# Skandal Toshiba-Kongsberg
Skandal Toshiba–Kongsberg – ujawniony w 1987 roku skandal handlowy związany z nielegalną sprzedażą do Związku Radzieckiego sterowanych komputerowo obrabiarek pięcio- i dziewięcioosiowych przez japońską korporację Toshiba oraz norweski Kongsberg. Sprzedane i dostarczone do Stoczni Bałtyckiej w Leningradzie z naruszeniem reżimu CoCom maszyny, posłużyły Związkowi Radzieckiemu do produkcji śrub okrętowych o bardzo wysokiej precyzji wykonania, co zaowocowało znaczącym, skokowym wyciszeniem radzieckich okrętów podwodnych.
Ze strony radzieckiej stroną transakcji było państwowe przedsiębiorstwo Techmaszimport, ze strony japońskiej Toshiba Machine, ze strony norweskiej zaś państwowe przedsiębiorstwo Kongsberg Vaapenfabrik, będące spółką zależną koncernu Kongsberg. W roku 1981 przedsiębiorstwa te zawarły pięć niezależnych wzajemnych kontraktów, na podstawie których Toshiba dostarczała do Leningradu obrabiarki, Kongberg zaś sterujące obrabiarkami komputery i oprogramowanie kontrolujące.
Po ujawnieniu skandalu rządy Norwegii, Japonii oraz Stanów Zjednoczonych wprowadziły sankcje wobec firm zaangażowanych w nielegalne transakcje, zaś wielu członków najwyższych władz przedsiębiorstw zostało dyscyplinarnie zwolnionych z pracy oraz aresztowanych pod zarzutami związanymi ze świadomym i celowym łamaniem krajowych i międzynarodowych regulacji prawnych dotyczących kontroli eksportu broni i urządzeń podwójnego zastosowania do krajów Układu Warszawskiego, zwłaszcza zaś związanych z reżimem CoCom. Dla Toshiby skandal zakończył się utratą międzynarodowej reputacji na wiele lat, zaś rząd Norwegii zrestrukturyzował przedsiębiorstwo Kongsberg Vaapenfabrik.

## Transfer
W trakcie wyścigu technicznego w okresie zimnej wojny Związek Radziecki angażował duże zasoby ludzkie i pieniężne w pozyskiwanie z państw zachodnich projektów i technologii wojskowych i podwójnego zastosowania, które pozwoliłyby mu na znaczne oszczędności finansowe oraz skracanie czasu niezbędnego do samodzielnego opracowania takich technologii i projektów, a także zmniejszenie dystansu dzielącego go od wiodących technologicznie państw Zachodu.
Przestępcza działalność przedsiębiorstw Toshiba i Kongsberg zainicjowana została raportem radzieckiego szpiega Johna Walkera – specjalisty do spraw łączności marynarki amerykańskiej, który ujawnił w swoim raporcie dla KGB, że amerykańskie okręty podwodne oraz system SOSUS są w stanie śledzić radzieckie okręty podwodne dzięki wysokiemu poziomowi szumów generowanych przez ich kawitujące śruby. W rezultacie tego raportu, marynarka radziecka zaczęła poszukiwać dróg nabycia maszyn umożliwiających produkcję cichszych płatów śrub okrętowych. Na początku 1980 roku radzieckie państwowe przedsiębiorstwo Techmaszimport skontaktowało się z Wako Koeki, właścicielem małego japońskiego przedsiębiorstwa prowadzącego swoje biuro w Moskwie. Krótko potem Wako Koeki skontaktował się z Toshiba Machine, która zgodziła się dostarczyć niezbędne wysokozaawansowane technologicznie maszyny. W celu uniknięcia podejrzeń ze strony japońskich urzędników zajmujących się licencjonowaniem eksportu, Toshiba zaangażowała w projekt swojego stałego sprzedawcę eksportowego – przedsiębiorstwo C. Itoh & Company, obie zaś firmy zwróciły się do norweskiego przedsiębiorstwa państwowego Kongsberg Vaapenfabrik o dostarczenie niezbędnego dla maszyny wyposażenia komputerowego, projektu śruby dla okrętu podwodnego oraz oprogramowania produkcyjnego.
W ciągu 1981 roku strony wynegocjowały pięć niezależnych kontraktów: Pierwszy między Techmaszimportem i C. Itoh & Company na dostawę czterech obrabiarek oraz na ich serwis i dostawę części zamiennych przez okres pięciu lat. Drugi kontrakt – między Kongsbergiem i Techmaszimportem na dostawę kontrolerów numerycznych NC-2000, będących w istocie komputerami sterującymi procesem obróbki. Trzeci kontrakt między Kongsbergiem i Toshibą na instalację kontrolerów NC-2000 w dziewięcioosiowej obrabiarce MBP-110 (x4) o wysokości kilkunastu metrów i wadze 220 000 kilogramów, zdolnej do obrobienia śruby o średnicy ponad 9 metrów, przed jej wysłaniem do Związku Radzieckiego przez C. Itoh. Czwarty i piąty kontrakt ustalał zasady pokrycia przez Kongsberg i Toshibę honorarium dla Wako Koeki za pozyskanie kupca i zaaranżowanie transakcji.
Aby pozyskać niezbędne licencje eksportowe, przy formalnym zakazie eksportu do krajów bloku wschodniego obrabiarek z trzema i więcej niezależnymi osiami, Toshiba Machine oświadczyła, że eksportowi podlega maszyna o dwóch osiach, Kongsberg zaś zaświadczył, że dostarcza oprogramowanie dla takiej właśnie maszyny o mniejszych możliwościach. Toshiba jak i Kongsberg złożyły fałszywe certyfikaty, stwierdzające że maszyny zawierają jedynie dwie osie i są przeznaczone dla cywilnego zakładu w Leningradzie. W przeprowadzonym później amerykańskim śledztwie ustalono, że obie firmy były zaangażowane ponadto w szereg fałszywych transakcji, mających za zadanie ukryć prawdziwy przedmiot zamówienia i miejsce jego wykonania. Co więcej, na jaw wyszło, że nie była to jedyna tego typu transakcja, zaś w 1984 roku Toshiba dostarczyła do Leningradu kolejne obrabiarki – tym razem 4-osiowe.

## Znaczenie transakcji
W szczycie zimnej wojny jaki przypadał na lata 80. XX wieku, wszystkie zaangażowane w nią strony brały udział w wyścigu technologicznym. Każdego roku Stany Zjednoczone i Związek Radziecki wydawały miliardy dolarów na konstrukcje nowych okrętów podwodnych i opracowywanie taktyk ich zwalczania. Jakkolwiek w tym czasie Stany Zjednoczone wciąż utrzymywały przewagę w rozwoju technologii podwodnych, przez nielegalny zakup Związek Radziecki znacząco zmniejszył dystans jaki dzielił jego konstrukcje od konstrukcji amerykańskich. Przez – jak to określono – najbardziej szkodliwy nielegalny transfer od ponad dekady, dzięki urządzeniom otrzymanym od firm japońskiej i norweskiej Związek Radziecki był w stanie produkować cichsze śruby. Według jednego z wysokich przedstawicieli Pentagonu, w rezultacie tego nielegalnego transferu Związek Radziecki przeskoczył od 7 do 10 lat rozwoju konstrukcji śrub okrętowych dla okrętów podwodnych, a Stany Zjednoczone będą musiały wydać dodatkowo od 25 do 30 miliardów dolarów w ciągu następnych 10 do 20 lat na rozwój technik ZOP, aby zrównoważyć radziecki postęp. Płaty śrub okrętów podwodnych mają bowiem szczególne znaczenie w wyciszeniu jednostek tej klasy. Ich ruch wywołuje fale akustyczne o niskiej częstotliwości (fale długie), które propagują na bardzo duże dystanse. Przykładowo, pięciopłatowa śruba obracająca się z prędkością 300 RPM generuje falę akustyczną o częstotliwości 25 Hz. Dodatkowo źródłem hałasu jest nie tylko kawitacja, lecz także przecinanie przez płaty śruby wzburzonego strumienia wody generowanego przez opływanie przez nią kadłuba. W związku z tym szczególnie istotna jest taka konstrukcja śruby, w której jej płaty przecinają te strumienie w jak najłagodniejszy sposób. Tymczasem Konsgbsberg dostarczył ZSRR projekt takiej śruby (której ZSRR nie udało się dotąd opracować), jak i urządzenia oraz oprogramowanie do jej wykonania.
W rezultacie transferu powstałe w latach 80. konstrukcje radzieckich okrętów podwodnych typów Victor III oraz Delta IV stanowiły przełom w radzieckich metodach wyciszenia, co natychmiast zauważyli członkowie załóg okrętów marynarek wojennych państw NATO.

## Reperkusje
Istnieją dwie sprzeczne informacje o tym, jak nielegalna sprzedaż została ujawniona. Według pierwszej z nich, Wako Keoki szantażował Toshiba Machine grożąc poinformowaniem CoCom w Paryżu o nielegalnej transakcji i swoją groźbę spełnił, według drugiej zaś fakt dostarczenia obrabiarek został wykryty przez amerykański Departament Obrony, który zaniepokojony nagłym wyciszeniem radzieckich okrętów połączył ze sobą różne fakty. Sprawa odbiła się szerokim echem w krajach zachodnich z uwagi zarówno na skalę i znaczenie transferu, jak i na fakt, że przedsiębiorstwa japońskie i norweskie, mimo formalnego zakazu eksportu do krajów bloku wschodniego obrabiarek numerycznych z 3 lub więcej niezależnymi osiami, nie podjęły nawet wysiłku ukrycia kraju przeznaczenia eksportowanych wrażliwych technologii przez ich eksport do pośredniego kraju trzeciego. Zamiast tego Toshiba Machine oświadczyła, że eksportowi podlega maszyna o dwóch osiach, Kongsberg zaś zaświadczył, że dostarcza oprogramowanie dla takiej właśnie maszyny.

### Reperkusje w Norwegii
Po przeprowadzonych śledztwach w Japonii, Norwegii oraz w Stanach Zjednoczonych, rząd Norwegii zamknął i zlikwidował przedsiębiorstwo Kongsberg Vaapenfabrik wraz z jego biurem w Moskwie, zablokował wszelkie wsparcie ze strony norweskiej dla dostarczonego oprogramowania i hardware'u w Związku Radzieckim, zaś osoby odpowiedzialne za transakcję lub choćby pośrednio z nią związane otrzymały zakaz zatrudnienia na jakimkolwiek stanowisku w pozostałych spółkach koncernu Kongsberg. Osobie bezpośrednio odpowiedzialnej za przedstawienie fałszywych zaświadczeń norweskiemu urzędowi licencjonującemu eksport postawiono zarzuty karne. Przeprowadzono też szczegółowe badanie wszystkich licencji eksportowych uzyskanych przez spółkę od 1970 roku. Przeprowadzono również zmiany prawne regulujące eksport.

### Reperkusje w Japonii
15 maja 1987 roku, krótko po uzyskaniu przez premiera Yasuhiro Nakasone informacji o sprawie, do dymisji podało się dwóch najwyżej postawionych członków zarządu Toshiba Corporation (spółki matki zaangażowanej w sprawę spółki Toshiba Machine), co było wyrazem zażenowania korporacji faktem sprzedaży najbardziej wrażliwych technologii do Związku Radzieckiego przez jedną z jej spółek zależnych. Ze stanowiska zrezygnował także dyrektor generalny Toshiba Machines, zaś dwóch innych wysoko postawionych pracowników spółki zostało aresztowanych pod zarzutami złamania japońskiego prawa regulującego eksport. Korporacja jako taka jednak utrzymywała, że jedynie kilku pracowników Toshiba Machine zdawało sobie sprawę z przeznaczenia eksportowanych maszyn w Związku Radzieckim i ich znaczenia dla tego kraju, zaś sama Toshiba Corporation była całkowicie nieświadoma transakcji.
Rząd Japonii nałożył na przedsiębiorstwo C. Itoh – jedną z największych japońskich kompanii handlowych – zakaz eksportu jakichkolwiek maszyn i urządzeń do krajów bloku wschodniego przez okres trzech miesięcy, Toshiba Machine została zaś obciążona zakazem eksportu do krajów komunistycznych przez okres 1 roku oraz karami finansowymi w wysokości 100 mln USD, co stanowiło ówcześnie 12% wartości jej całkowitego eksportu. Rząd wprowadził także zmiany prawne zaostrzające sankcje karne za złamanie regulacji CoCom, zaś inne japońskie przedsiębiorstwa na własną rękę zatrudniały zewnętrzne podmioty do przeprowadzenia kompleksowych audytów ich własnych kontraktów eksportowych pod kątem ich zgodności ze regulacjami CoCom.
Sprawa zrujnowała reputację całego koncernu Toshiba w Japonii oraz w USA, a premier tego kraju nazwał transakcję „zdradą Japonii”.
W USA sprawa eksportu 9-osiowych obrabiarek do Związku Radzieckiego stała się przyczynkiem do dyskusji nad słabością CoCom. W trakcie debaty nad sprawą w amerykańskim Kongresie jeden z jego członków ostentacyjnie rozbił o podłogę radio marki Toshiba, powstał też projekt ustawy wprowadzającej całkowity zakaz importu do Stanów Zjednoczonych jakichkolwiek produktów marki Toshiba. Sprawa nadwerężyła też stosunki amerykańsko-japońskie. Starający się załagodzić sytuację japoński minister handlu Hajime Tamura udał się do Waszyngtonu i przemawiając do członków Senatu głosującego nad zakazem importu produktów Toshiby, nazwał transakcję japońskiego przedsiębiorstwa „niewybaczalnym aktem kryminalnym, [...] godzącym w bezpieczeństwo naszego własnego kraju oraz krajów sojuszu zachodniego”.